# أليس ستون بلاكويل
أليس ستون بلاكويل (بالإنجليزية: Alice Stone Blackwell)‏ (14 سبتمبر 1857 – 15 مارس 1950) كانت نسوية، ومنادية بحق المرأة في الاقتراع، وصحفية، واشتراكية ثورية، ومناصرة لحقوق الإنسان، وهي من أصل أمريكي.

## نشأتها وتعليمها
وُلدت بلاكويل في مدينة إيست أورانج، نيوجرسي، لوالدها هنري براون بلاكويل، ووالدتها لوسي ستون، وكانا كلاهما قائدين في مجال حق الاقتراع وساعدا على تأسيس الجمعية الأمريكية للمطالبة بحق المرأة في الاقتراع. كانت خالتها إليزابيث بلاكويل، الطبيبة الأمريكية الأولى. قدمت والدتها سوزان أنتوني إلى حركة حقوق المرأة، بالإضافة إلى كونها أول امرأة تحمل شهادة جامعية في ماساتشوستس، وأول امرأة تحتفظ باسمها قبل الزواج بعد زواجها، وأول امرأة تتحدث عن حقوق المرأة طوال الوقت.
درست بلاكويل في مدرسة هاريس غرامار في دورتشيستر، ومدرسة تشوسي في بوسطن، وأكاديمية آبوت في أندوفر. قصدت جامعة بوسطن، حيث كانت المسؤولة عن صفها، وتخرجت في عام 1881، حين كانت في سن الرابعة والعشرين. انضمت إلى جمعية فاي بيتا كابا.

## حياتها المهنية
عُرفت بلاكويل بسبب عملها في مجال حقوق المرأة. قاومت قضية والدها ووالدتها في البداية، ثم أصبحت مصلحة اجتماعية بارزة. بعد تخرجها في جامعة بوسطن، بدأت أليس العمل لصالح صحيفة وومنز جورنال، وهي صحيفة أسسها والداها. بحلول عام 1884، ظهر اسمها إلى جانب اسمي والديها على ترويسة الصحيفة. بعد وفاة والدتها في عام 1893، تولت أليس مسؤولية التحرير في الصحيفة بمفردها.
في عام 1890، ساعدت على التوفيق بين الجمعية الأمريكية للمطالبة بحق المرأة في الاقتراع والجمعية الوطنية للمطالبة بحق المرأة في الاقتراع، وهما منظمتان متنافستان في حركة المطالبة بحق المرأة في الاقتراع، لتتحدا وتشكلا ما يُسمى الجمعية الوطنية الأمريكية للمطالبة بحق المرأة في الاقتراع. انفصلت الحركة في عام 1869 بعد نزاعات حول درجة ارتباط حق المرأة في الاقتراع بحق الرجال من الأمريكيين الأفارقة فيه. نتيجة لهذا الانفصال، نشأت الجمعية الأمريكية للمطالبة بحق المرأة في الاقتراع، وساعد والداها على تنظيمها، والجمعية الوطنية للمطالبة بحق المرأة في الاقتراع، التي ترأستها سوزان أنتوني وإليزابيث كادي ستانتون. منذ عام 1890 وحتى عام 1908، تولت أليس ستون بلاكويل منصب الأمين الأول، وكانت واحدة من المدققين الوطنيين في عامي 1909 و1910. سطع نجمها في نشاطات الاتحاد النسائي المسيحي للاعتدال. في عام 1903، أعادت تنظيم جمعية أصدقاء الحرية الروسية في بوسطن.
شغلت منصب رئيسة جمعيتي المطالبة بحق المرأة في الاقتراع في نيو إنجلاند وماساتشوستس، ومنصب الرئيس الفخري لجمعية ماساتشوستس للنساء المقترعات.
أُصيبت بلاكويل بالعمى في فترة لاحقة من حياتها. توفيت في 15 مارس عام 1950 عن عمر ناهز الثانية والتسعين.
يُعد منزلها في حي أوفامز كورنر أحد نقاط مسار التراث النسائي في بوسطن.

## الإنسانية
شاركت أليس ستون بلاكويل  في أعمال إنسانية خارج الولايات المتحدة. في تسعينيات القرن التاسع عشر، سافرت إلى أرمينيا، حيث شاركت بشغف في جمعية اللاجئين الأرمن. باعت بعض ممتلكاتها، وخاصة السجاد الشرقي من منزلها في بوب هيل في دورتشيستر، لمساعدة الأرمن وإطعام أطفالهم، وقدمت المساعدة أيضًا للراشدين الباحثين عن عمل. اكتشفت هناك اهتمامها بالأدب العالمي أيضًا. ترجمت العديد من أعمال البلد إلى اللغة الإنجليزية في كتاب قصائد أرمنية. استمرت بترجمة الأدب إلى اللغة الإنجليزية، بما في ذلك الشعر المجري، واليدشي، والمكسيكي، والفرنسي، والإيطالي، والروسي.

## وصلات خارجية
- أليس ستون بلاكويل على موقع الموسوعة البريطانية (الإنجليزية)